# Farliga vidder
Farliga vidder (originaltitel: Montana Sky) är en amerikansk långfilm från 2007 i regi av Mike Robe. Filmen är baserad på en bok av Nora Roberts.

## Handling
En förmögen man bestämmer sig för att testamentera sin farm i Montana till sina tre döttrar under förutsättning att de bor där tillsammans under minst ett år.

## Rollista i urval
- Ashley Williams - Willa Mercy
- Charlotte Ross - Tess Mercy
- Diane Ladd - Bess
- Laura Mennell - Lily Mercy
- Nathaniel Arcand - Adam Wolfchild